# Gällivare landsfiskalsdistrikt
Gällivare landsfiskalsdistrikt var 1918–1964 ett landsfiskalsdistrikt i Norrbottens län, bildat när Sveriges indelning i landsfiskalsdistrikt trädde i kraft den 1 januari 1918, enligt beslut den 7 september 1917. Den 1 januari 1965 avskaffades i Sverige samtliga landsfiskaler och landsfiskalsdistrikt, och deras arbetsuppgifter delades upp på de nyskapade indelningarna polisdistrikt, åklagardistrikt och kronofogdedistrikt.
Landsfiskalsdistriktet låg under länsstyrelsen i Norrbottens län.

## Ingående områden
När Sveriges nya indelning i landsfiskalsdistrikt trädde i kraft den 1 oktober 1941 (enligt kungörelsen den 28 juni 1941) utbröts Malmbergets kyrkobokföringsdistrikt för att bilda Malmbergets landsfiskalsdistrikt. När Sveriges nya indelning i landsfiskalsdistrikt trädde i kraft den 1 januari 1952 (enligt kungörelsen 1 juni 1951) införlivades åter Malmbergets landsfiskalsdistrikt. Den 1 juli 1953 (enligt beslut den 27 februari 1953) sammanslogs landsfiskalsdistrikten Gällivare och Hakkas till ett, benämnt Gällivare. I det nya Gällivare distrikt skulle vara anställda två landsfiskaler, varav den ena skulle vara polischef och åklagare och den andre skulle vara utmätningsman.

### Från 1918
- Gällivare landskommun förutom sydöstra delen som låg i Hakkas landsfiskalsdistrikt.

### Från 1 oktober 1941
- Gällivare landskommun förutom sydöstra delen som låg i Hakkas landsfiskalsdistrikt och Malmbergets kyrkobokföringsdistrikt som låg i Malmbergets landsfiskalsdistrikt.

### Från 1952
- Gällivare landskommun, förutom sydöstra delen som låg i Hakkas landsfiskalsdistrikt.

### Från 1 juli 1953
- Gällivare landskommun